# Cúp quốc gia Wales 1929–30
Cúp quốc gia Wales FAW 1929–30 là mùa giải thứ 49 của giải đấu bóng đá loại trực tiếp hàng năm dành cho các đội bóng ở Wales.

## Từ viết tắt
Tên giải đấu nằm sau tên các câu lạc bộ.
- B&DL - Birmingham & District League
- CCL - Cheshire County League
- FL D2 - Football League Second Division
- FL D3N - Football League Third Division North
- FL D3S - Football League Third Division South
- SFL - Southern Football League
- WLN - Welsh League North
- WLS - Welsh League South

## Vòng Ba
| Số thứ tự trận | Đội nhà       | Tỉ số | Đội khách          |
| -------------- | ------------- | ----- | ------------------ |
| 1              | Chester (CCL) | 2–1   | Holywell Arcadians |

## Vòng Bốn
| Số thứ tự trận | Đội nhà    | Tỉ số | Đội khách     |
| -------------- | ---------- | ----- | ------------- |
| 1              | Colwyn Bay | 4–4   | Chester (CCL) |
| đá lại         | Colwyn Bay | 4–2   | Chester (CCL) |

## Vòng Năm
Vòng này bao gồm 8 đội thắng từ vòng Bốn and 8 đội bóng mới.

## Bán kết
Trận đấu giữa Rhyl và Colwyn Bay diễn ra tại Llandudno.
| Số thứ tự trận | Đội nhà          | Tỉ số | Đội khách            |
| -------------- | ---------------- | ----- | -------------------- |
| 1              | Wrexham (FL D3N) | 0–2   | Cardiff City (FL D2) |
| 2              | Rhyl             | 3–1   | Colwyn Bay           |

## Chung kết
Trận Chung kết diễn ra tại Shrewsbury, trận đá lại diễn ra tại Wrexham.
| Số thứ tự trận | Đội nhà | Tỉ số | Đội khách            |
| -------------- | ------- | ----- | -------------------- |
| 1              | Rhyl    | 0–0   | Cardiff City (FL D2) |
| đá lại         | Rhyl    | 2–4   | Cardiff City (FL D2) |